# St. Petri (Oberdorf, Bleicherode)

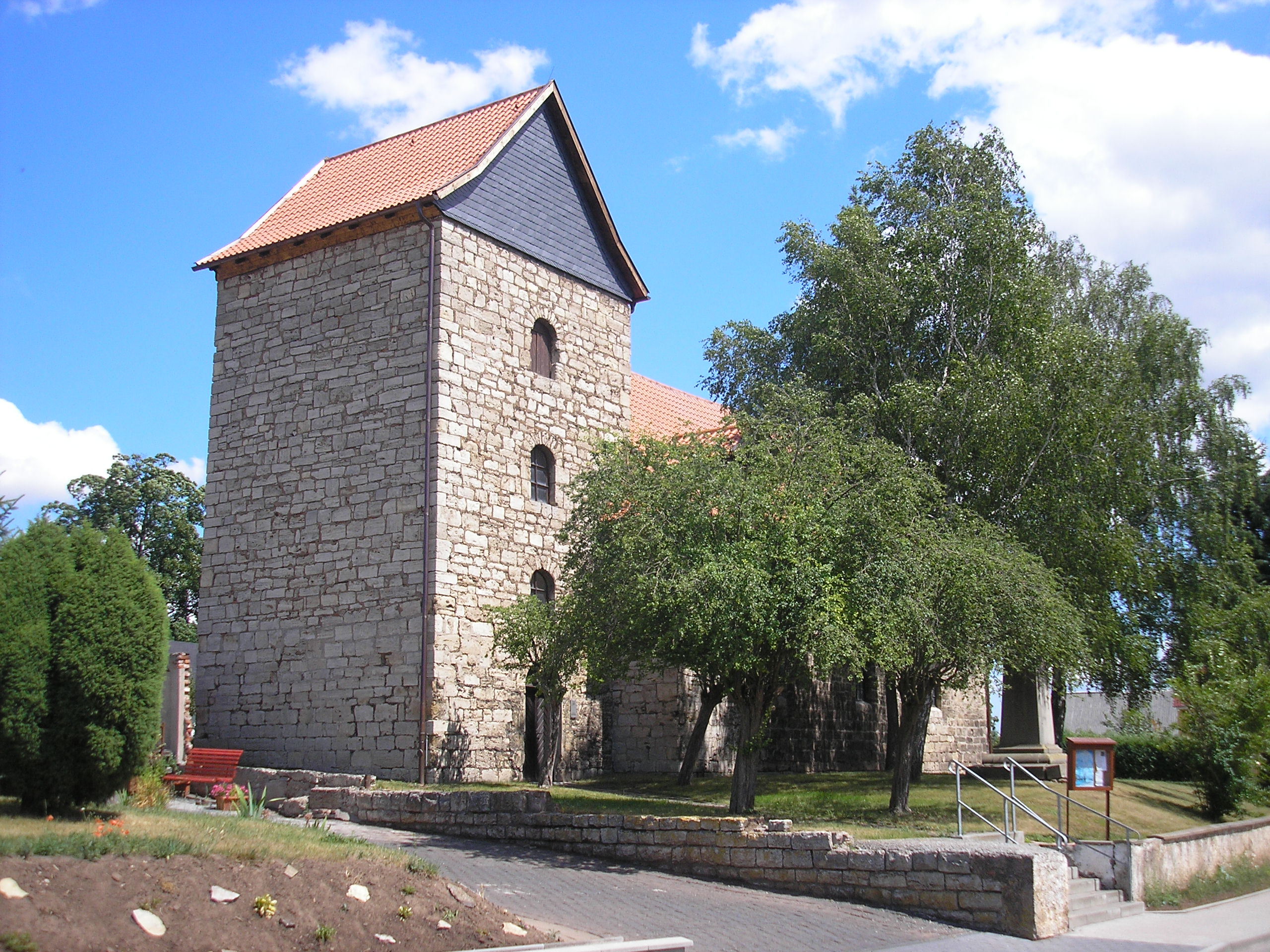
St. Petri

Die evangelisch-lutherische, denkmalgeschützte Dorfkirche St. Petri steht in Oberdorf, einem Ortsteil der Stadt Bleicherode im Landkreis Nordhausen in Thüringen. Die Kirchengemeinde Wipperdorf gehört zum Pfarrbereich Wipperdorf im Kirchenkreis Südharz der Evangelischen Kirche in Mitteldeutschland.

## Beschreibung
Die schlichte barocke Saalkirche wurde aus Natursteinmauerwerk 1726 anstelle eines Vorgängerbaus errichtet. Sie hat einen eingezogenen Kirchturm im Westen, dessen Satteldach quer zum Krüppelwalmdach des Langhauses angeordnet ist. Das Erdgeschoss des Turms ist im Innenraum Teil des Kirchenschiffs, das mit einem bemalten hölzernen Tonnengewölbe überspannt ist. Die zweigeschossigen Emporen stehen an drei Seiten. Der Kanzelaltar ist barock.